# Saison 4 de Stranger Things
Chronologie
Saison 3 Saison 5
La quatrième saison de Stranger Things, série télévisée américaine de science-fiction et d'horreur, intitulée officiellement Stranger Things 4, est composée de neuf épisodes répartis en deux volumes, le premier comptant sept épisodes sortis le 27 mai 2022 et le deuxième, deux épisodes sortis le 1er juillet 2022, sur Netflix. Elle est la quatrième et avant-dernière saison de la série créée par Matt et Ross Duffer.
Avant sa sortie, elle est considérée par les acteurs de la série comme étant la saison la plus « effrayante », « sombre » et « intense » de Stranger Things.
Les neuf épisodes de cette saison sont filmés en Lituanie, au Nouveau-Mexique et en Géorgie (États-Unis). Le tournage débute en février 2020, mais est interrompu en raison de la pandémie de Covid-19 au début de mars 2020, ce qui permet aux frères Duffer d'écrire toute la saison avant de la filmer. Le tournage reprend en septembre 2020 pour se conclure en septembre 2021.

## Synopsis
La saison 4 se déroule en mars 1986, soit huit mois après les événements de la 3ème saison. La saison est divisée en différentes intrigues.
La première intrigue se déroule à Hawkins, où une série d’étranges meurtres d’adolescents commence à terrifier la ville. Eddie Munson, président du club Hellfire, Hawkins High School's Dungeons & Dragons group, devient le premier suspect des meurtres après que la capitaine des cheerleaders, Chrissy Cunningham, meurt dans sa caravane. Dustin Henderson, Lucas et Erica Sinclair, Max Mayfield et Steve Harrington, Nancy Wheeler, et Robin Buckley commencent à enquêter pour innocenter Eddie. Ils découvrent que le vrai auteur de ces crimes est un monstre puissant vivant dans l’Upside Down, qu’ils nommeront plus tard « Vecna ».
La deuxième intrigue concerne Mike Wheeler, visitant Onze, Will et Jonathan Byers dans leur nouvelle maison en Californie. À cause des événements à Hawkins, et des dangers imminents pour ses amis, Onze va voir Dr Sam Owens dans une facilité secrète dans le Nevada afin de  regagner ses pouvoirs, où elle est réuni avec Dr Martin Breener et est forcée de confronter son passé dans le Laboratoire National d’Hawkins avec l’aide d’un réservoir d’isolement. L’armée américaine est simultanément en train de chercher Onze, Mike, Will et Jonathan , et son nouvel ami, Argyle, dans l’essai de trouver Onze avant qu’elle ne regagne ses pouvoirs.
La troisième intrigue suit Joyce Byers et Murray Bauman, qui s’aventurent en Russie après avoir appris que Jim Hopper serait toujours en vie. Dans le même temps, Hopper est emprisonné dans un camp soviétique dans Kamchatka, où lui et les autres prisonniers sont forcés de se battre contre Demorgogon que le russes ont capturés.

## Distribution

### Acteurs principaux
- Winona Ryder (VF : Claire Guyot) : Joyce Byers
- David Harbour (VF : Stéphane Pouplard) : Jim Hopper
- Millie Bobby Brown (VF : Clara Soares) : Jane Hopper (née Ives) / Onze / Elfe
- Finn Wolfhard (VF : Tom Hudson) : Michael «Mike» Wheeler
- Gaten Matarazzo (VF : Gabriel Bismuth-Bienaimé) : Dustin Henderson
- Caleb McLaughlin (VF : Thomas Sagols) : Lucas Sinclair
- Noah Schnapp (VF : Tom Trouffier) : William «Will» Byers
- Sadie Sink (VF : Clara Quilichini) : Maxine «Max» Mayfield
- Natalia Dyer (VF : Alexia Papineschi) : Nancy Wheeler
- Charlie Heaton (VF : Julien Crampon) : Jonathan Byers
- Joe Keery (VF : Clément Moreau) : Steve Harrington
- Maya Hawke (VF : Emmylou Homs) : Robin Buckley[1]
- Brett Gelman (VF : Gilduin Tissier) : Murray Bauman[2]
- Priah Ferguson (VF : Dorothée Pousséo) : Erica Sinclair
- Mason Dye (VF : Arnaud Laurent): Jason Carver (non crédités au générique)
- Matthew Modine (VF : Philippe Vincent) : Dr Martin Brenner / appelé « papa » par Onze
- Paul Reiser (VF : Pierre-François Pistorio) : Dr Sam Owens

### Acteurs récurrents
- Eduardo Franco (VF : Donald Reignoux) : Argyle
- Joseph Quinn (VF : Jim Redler) : Eddie Munson
- Tom Wlaschiha (VF : Xavier Fagnon) : Dmitri Antonov / Enzo
- Jamie Campbell Bower (VF : Yoann Sover) : Henry Creel (alias 001/Vecna) 
  - Raphael Luce : Henry Creel, jeune[3]
- Mason Dye (VF : Arnaud Laurent) : Jason Carver
- Nikola Đuričko (VF : Sacha Petronijevic) : Yuri Ismaylov
- Sherman Augustus (VF : Frédéric Souterelle) : Lieutenant-colonel Jack Sullivan
- Cara Buono (VF : Delphine Braillon) : Karen Wheeler
- Joe Chrest (VF : Xavier Béjà) : Ted Wheeler
- Anniston Price et Tinsley Price : Holly Wheeler
- Catherine Curtin (VF : Anne Plumet) : Claudia Henderson
- Rob Morgan (VF : Jean-Paul Pitolin) : le shérif Calvin Powell
- Jennifer Marshall (VF : Antonella Colapietro) : Susan Hargrove
- John Paul Reynolds (VF : Benjamin Gasquet) : l'officier Phil Callahan
- Gabriella Pizzolo (en) (VF : Camille Timmerman) : Suzie Bingham
- Myles Truitt (VF : Jonathan Gimbord) : Patrick McKinney
- Robert Englund (VF : Jean-François Vlérick) : Victor Creel
- Amybeth McNulty (VF : Soizic Fonjallaz) : Vickie
- Regina Ting Chen  : Mlle Kelly
- Elodie Grace Orkin (VF : Zina Khakhoulia) : Angela
- Grace Van Dien (VF : Elsa Bougerie) : Chrissy Cunningham

## Production

### Développement
Matt et Ross Duffer prévoyaient, au début de 2017, de produire quatre ou cinq saisons de Stranger Things, en voulant faire « a really finite ending » («une vraie fin fermée») pendant que la série était au sommet de son succès, selon Matt Duffer, plutôt que de la laisser s’étirer indéfiniment. En août 2017, tout en confirmant une troisième saison, les frères Duffer évoquent la possibilité d’une quatrième saison. Ross déclare qu’ils « pensent que ce sera une [série] de quatre saisons » pour ensuite arrêter la série. Cependant, le producteur délégué de Stranger Things Shawn Levy laisse plus tard entendre que quatre ou cinq saisons au total seraient possibles, affirmant que « la vérité est que nous allons définitivement faire quatre saisons, et il y a de fortes chances qu'il y en ait une cinquième. Au-delà de ça, je pense que c'est peu probable ». Matt ajoute plus tard qu'aucune décision officielle n'est prise, déclarant que « c'est difficile, comme quatre saisons semble court, cinq saisons semble long. Donc, je ne sais pas quoi faire ». En avril 2018, Shawn Levy confirme qu’une quatrième saison sera produite, tout en évoquant de nouveau la possibilité d'une cinquième saison.
Dans une entrevue avec Entertainment Weekly qui a lieu un peu avant la sortie de la saison 3, les créateurs de la série, Matt et Ross Duffer, révèlent que les scénaristes se sont déjà rencontrés à plusieurs occasions pour discuter de l’avenir de la série.
Le 30 septembre 2019, Netflix annonce avoir signé un contrat pluriannuel avec les frères Duffer pour la télévision et le cinéma, dont la valeur est estimée à «neuf chiffres»,. Pour coïncider avec l’offre de production, Netflix annonce le renouvellement de Stranger Things pour une quatrième saison en publiant un teaser d’une durée d’une minute sur la plateforme YouTube. Le teaser, montrant une horloge de parquet dans le monde à l'envers, finit avec « Nous ne sommes plus à Hawkins » (« We're not in Hawkins anymore »), ce qui conduit plusieurs médias à spéculer que la quatrième saison se déroulera en Russie. Le deuxième teaser est publié le 6 mai 2021, mettant en vedette Dr Brenner disant: « Onze, m'écoutez vous ? » (« Eleven, are you listening? »), s'adressant à Onze, interprétée par Millie Bobby Brown, qui est enfermée derrière une porte numérotée « 11 » à l'intérieur du laboratoire national d’Hawkins.
En août 2020, les frères Duffer affirment au Hollywood Reporter que la quatrième saison ne sera pas la dernière,.
Fin juillet 2021, Shawn Levy annonce que la quatrième saison de Stranger Things arrive « bientôt ». Le 3 août, il répond à une question de Steven Weintraub, du site web Collider, affirmant qu'au « moment de la diffusion, nous aurons au moins donné un petit quelque chose », ajoutant qu'« au moment où Free Guy sortira, le 13 août, une partie de la réponse sera connue ». Il ajoute qu'il y aura « a little taste of something », qui ne sera pas une bande annonce complète. Le 6 août, est publié un aperçu d'une durée de 30 secondes, mettant en vedette la plupart des acteurs : Noah Schnapp, Winona Ryder, Charlie Heaton, Cara Buono et Brett Gelman sont absents. Dans l’aperçu, une voix dit « Something’s coming. It is almost here ». Tandis que le site Comic Book Resources estime que la voix provient du personnage de Mike Wheeler (Finn Wolfhard), le site web du magazine Radio Times identifie Onze. Cet aperçu dévoile également que la sortie de Stranger Things 4 se fera en 2022, mais aucune date n'est alors précisée. Cette même journée, en soirée, l’aperçu est diffusé lors de la couverture des jeux olympiques d'été de Tokyo sur la chaîne américaine NBC.
Pendant l'évènement Tudum de Netflix le 25 septembre 2021, un troisième teaser est dévoilé.
Lors du Stranger Things Day, le 6 novembre, un quatrième et dernier teaser est publié, montrant Will et Onze en Californie. Les titres des épisodes sont révélés plus tard la même journée.

### Scénario
Il est rapporté que Netflix voulait originellement que les troisième et quatrième saisons de Stranger Things soient écrites simultanément afin de faciliter un calendrier de production consécutif car les acteurs vieillissaient plus vite que leurs personnages à l'écran. Cependant, les frères Duffer et Shawn Levy ont décidé de se concentrer uniquement sur la troisième saison, afin de s'assurer qu'elle soit mieux développée et plus étoffée.

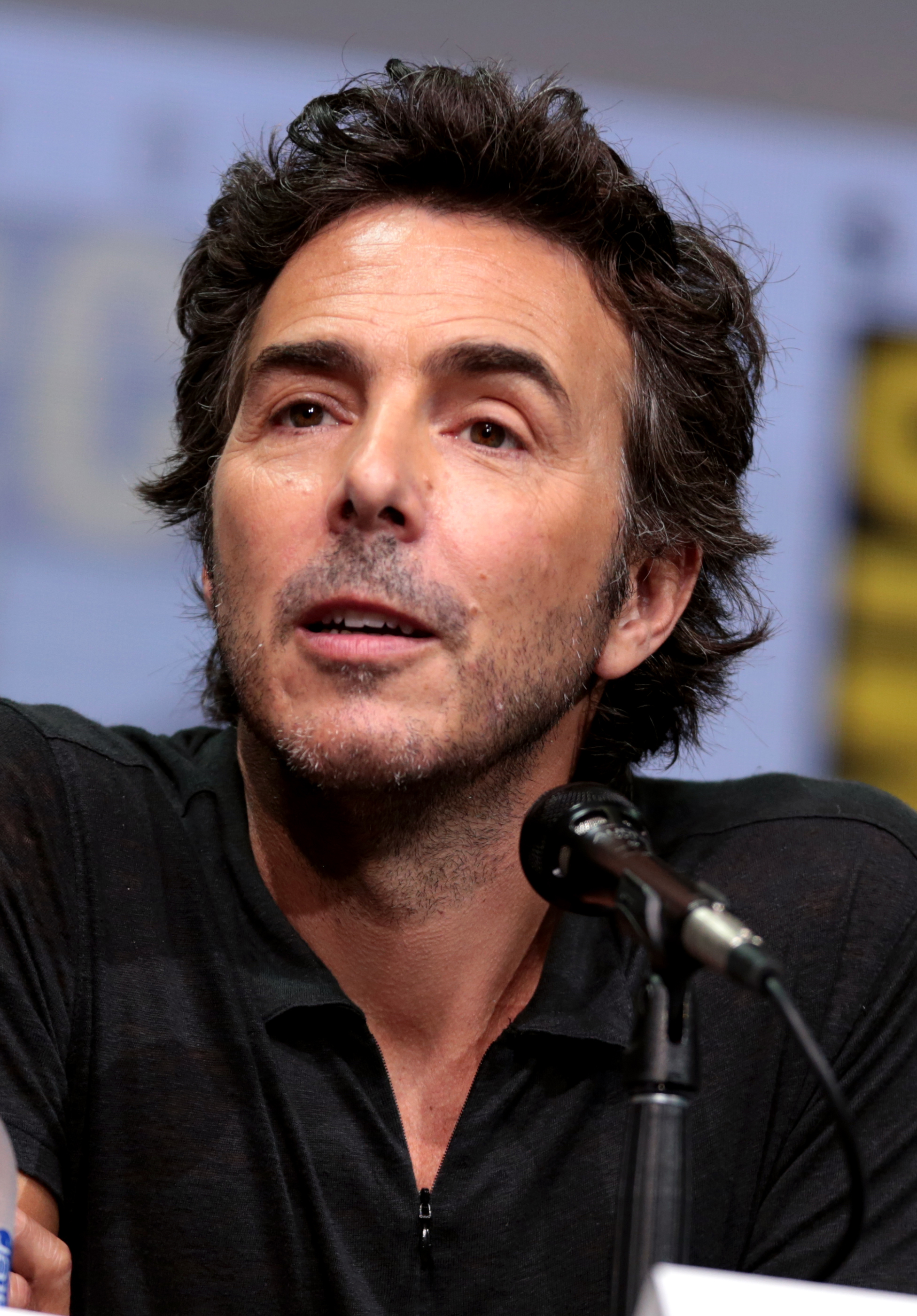
Shawn Levy, réalisateur et producteur délégué de Stranger Things.

En commentant la fin de la saison précédente, Ross Duffer, l’un des créateurs de la série, divulgue le processus de connexion de l’arc narratif entre les saisons : 

« Nous ne voulons pas écrire seuls dans un coin, alors nous essayons d’avoir ces premières discussions avec les scénaristes pour être sûrs que nous sommes prêts à aller dans la bonne direction. Nous ne savons pas beaucoup, mais nous savons beaucoup de choses dans les grandes lignes. À la fin de la saison deux, nous savions à propos de Billy. Nous savions que les Russes allaient venir. Nous ne savions pas pour le centre commercial et autre, mais là encore, nous connaissions les grandes lignes. C’est en quelque sorte là où nous en sommes dans la saison 4. Nous connaissons les grandes lignes. Il s’agit maintenant de remplir ces grandes lignes en détail. Nous sommes excités quant à la direction que cela pourrait prendre. Encore une fois, comme nous l’avons dit, cela va être très différent cette saison. Mais je pense que c’est la bonne chose à faire et que je pense que ça va être excitant ».

Matt Duffer indique que l’une des plus « grandes lignes » est que le centre de l’action est déplacé hors d’Hawkins, dans l’État de l'Indiana, pour la majorité de la saison, une première dans la série. Il révèle aussi que plusieurs éléments laissés à la fin de la saison 3, tels que la mort présumée de Jim Hopper, l'adoption de Onze par Joyce Byers et son déménagement avec sa nouvelle famille hors de l’État, seront explorés au cours de la quatrième saison.
Le 6 novembre 2019, pour célébrer le Stranger Things Day, les comptes officiels de la série dans les médias sociaux révèlent que le titre définitif du premier épisode de la saison est « Chapter One: The Hellfire Club » et que l’épisode est écrit et réalisé par les frères Duffer. Le 18 juin 2020, le compte des scénaristes de la série, sur la plateforme Twitter, publie « la saison complète » des scripts, tous empilés. À partir de ces scénarios empilés, plusieurs médias tels que TechRadar, Associated Press, MCE TV, Narcity Québec, Collider, Première et GamesRadar spéculent qu'il y aura neuf épisodes au programme mais rien n'est confirmé.
Pour éviter les ressemblances entre le plateau de tournage de Black Widow (2021) et celui de la quatrième saison de Stranger Things, où les deux productions filment dans un décor de « prison russe », David Harbour envoie des photos du lieu de tournage de Black Widow à Matt et Ross Duffer, afin que les frères Duffer n'utilisent ni des apparences similaires pour les personnages, ni les mêmes couleurs de plateau de tournage, ni les mêmes costumes. Matt et Ross ont alors l'idée de raser la tête de Jim Hopper, le personnage interprété par David Harbour.

#### Changements
« Season 4 is shaping up to be the biggest and most frightening season yet, and we cannot wait for everyone to see more. »
— Matt et Ross Duffer
Avant la diffusion de la saison précédente, Noah Schnapp, Natalia Dyer, les créateurs de la série Matt et Ross Duffer, Finn Wolfhard et Millie Bobby Brown, ainsi que le producteur délégué Shawn Levy, avaient donné des indices à propos du ton général de la saison. Par exemple, Ross Duffer déclare que si c'est « la saison la plus amusante », elle est aussi « la [saison] la plus répugnante », un avis partagé par Noah Schnapp et Natalia Dyer. Finn Wolfhard et Millie Bobby Brown, qui jouent respectivement les rôles de Mike et Onze, en parlent comme de « l'été de l'amour ».
Un mois après l'arrêt de la production de la quatrième saison due à la pandémie de Covid-19, Joe Keery révèle à Total Film que « la série [est] encore plus effrayante que les précédentes saisons », opinion partagée par Gaten Matarazzo, qui affirme que la saison est aussi « la plus effrayante ».
Le 12 février 2021, en entrevue sur la CBC Radio de la Société Radio-Canada, Finn Wolfhard confirme, à son tour, que la saison 4 est la plus sombre. À ce propos, il explique : « [...] Chaque saison, [la série] devient plus sombre. Avec la troisième saison, je me disais : "c'est la saison la plus sombre qu'il y aura". Mais en fait, la saison 4 jusqu’à présent… c’est la saison la plus sombre qui ait jamais été faite. Chaque année, ça devient plus drôle, plus sombre et plus triste. Chaque année, ils l'amplifient ». Son point de vue est plus tard partagé par Sadie Sink, qui remarque que la saison est « très, très sombre » et « vraiment intense » tout en déclarant qu'« à chaque saison, le niveau de production devient de plus en plus énorme, et les enjeux sont vraiment, vraiment élevés cette année — comme ils le sont toujours ».

Le 1er avril 2021, en entrevue avec Entertainment Television, Gaten pense que le ton de la saison 4 est différent : 

« Je pense que le ton est définitivement mature, et je pense qu'ils ont fait ça intentionnellement parce que je pense qu'ils veulent que leur série évolue avec les personnages. Comme nous vieillissions en tant qu'adultes, nous devons vieillir en tant que personnages. »

 En juillet 2021, Caleb McLaughlin révèle au magazine Complex que l'intrigue de la 4e saison est « folle » et que « personne ne sait ce qui va se passer. C'est dingue ».
Au début d'août, Shawn Levy rapporte que la saison est « visuellement et narrativement très ambitieuse — beaucoup plus ambitieuse que les trois saisons précédentes ».

### Impact du Covid-19
Dans une entrevue avec Collider, Shawn Levy, réalisateur et producteur délégué de Stranger Things, explique comment la Pandémie de Covid-19 impacte la saison : 

« Je vais juste dire que la pandémie a certainement retardé le tournage de la saison et donc le lancement de la saison 4, dont la date est à déterminer. Mais elle a eu un impact très positif en permettant aux frères Duffer, pour la première fois, d'écrire toute la saison avant de la filmer et d'avoir assez de temps pour réécrire comme ils l'ont rarement fait auparavant, de sorte que la qualité de ces scénarios est exceptionnelle, peut-être meilleure que jamais ».

 Selon le rédacteur en chef et fondateur de TVLine, Michael Ausiello, la quatrième saison devait originellement être composée de huit épisodes mais en raison de l'interruption de la production pour cause de pandémie, les frères Duffer auraient réussi à écrire un épisode de plus que le nombre initialement prévu.
La pandémie de Covid-19 impose aussi des mesures préventives afin d'éviter la propagation du coronavirus. Ces mesures préventives comprennent le port du masque, le lavage des mains régulier, le passage de tests de dépistage, etc.

### Attribution des rôles
Winona Ryder, David Harbour, Finn Wolfhard, Millie Bobby Brown, Gaten Matarazzo, Caleb McLaughlin, Noah Schnapp, Sadie Sink, Natalia Dyer, Charlie Heaton, Joe Keery, Maya Hawke, Priah Ferguson, Cara Buono et Brett Gelman reprennent leur rôles respectifs dans cette quatrième saison de Stranger Things.
Le 1er novembre 2019, quatre nouveaux personnages masculins sont ajoutés à la distribution pour la quatrième saison, dont trois adolescents et un adulte,. Les rôles des adolescents sont caractérisés « d'un métalleux à un sportif (« Jock ») prétentieux à un personnage qui ressemble beaucoup au jumeau de Jeff Spicoli de Ça chauffe au lycée Ridgemont », tandis que le personnage adulte est lié à l'intrigue introduite dans la troisième saison.
Le 3 décembre 2019, il est confirmé par les scénaristes de la série que le personnage de Maya Hawke, Robin Buckley, sera de retour dans la quatrième saison. En février 2020, Netflix confirme que David Harbour est lui aussi de retour dans son rôle de Jim Hopper. Tom Wlaschiha (vu dans Game of Thrones) rejoint la distribution dans le rôle de Dmitri, un gardien de prison russe qui se liera d'amitié avec Hopper, dont on apprend qu'il sera « le prisonnier américain »,. Il est confirmé que Priah Ferguson est promue actrice principale ce même mois. En mars, la promotion de Brett Gelman en tant qu'acteur principal est confirmée.
Le 1er février 2020, il est révélé par le site Murphy's Multiverse qu'un nouveau personnage principal du nom de « Ashe » s'ajoutera à l'intrigue pour la quatrième saison. L'arc narratif autour du personnage ne sera pas clos avant la cinquième saison. Le jour suivant, une liste de neuf potentiels nouveaux personnages est révélée par le même site,, dont trois qui ne seront officialisés qu'en novembre 2020 et trois en juin 2021. Angela et Jake, quinze ans, rôles alors non encore attribués, formeront le « couple le plus puissant de l'école ». Fred, qui porte des lunettes, « bien que nerd, est intelligent et poursuit sa passion : le journalisme ». Les autres rôles dévoilés sont Argyle, Vickie, Chrissy, Jason, Eddie et Ms. Kelly.
En juillet 2020, Joel Stoffer rapporte qu'il a décroché un rôle non divulgué dans la distribution de Stranger Things. Le site web TechRadar pense qu'il a décroché le rôle de Warden Hatch, bien que l’information n’a pas été confirmée. Le 27 octobre 2020, il est rapporté que le frère de Maya Hawke, Levon Thurman-Hawke, obtient un rôle qui n’est pas divulgué non plus.
En novembre, Netflix dévoile l'arrivée de l'acteur Robert Englund dans la distribution de la quatrième saison, dans un rôle récurrent, aux côtés de Tom Wlaschiha, Sherman Augustus, Nikola Djuricko et Mason Dye. Les acteurs Jamie Campbell Bower, Eduardo Franco et Joseph Quinn sont quant à eux intégrés au casting principal. Le rôle de Joseph Quinn est décrit comme étant « à l'épicentre de l'intrigue de la saison », tandis que Bower interprète le rôle d'un assistant attentionné dans un laboratoire, nouveau décor récurrent de la saison. Le personnage de Robert Englund se nomme Victor Creel, patient interné dans un hôpital psychiatrique, perturbé et intimidant, enfermé pour avoir commis un meurtre dans les années 1950. Nikola Djuricko campe le rôle de Yuri, un contrebandier russe imprévisible. Le meilleur ami de Jonathan Byers, à savoir un personnage du nom de Argyle, est joué par Eduardo Franco. Il est décrit comme un garçon qui aime s'amuser et qui travaille comme livreur de pizzas. Pour Mason Dye, son rôle est Jason Carver, décrit comme « un athlète riche et séduisant qui sort avec la fille la plus populaire de l'école ». Enfin, le personnage du Colonel Sullivan, joué par Augustus, est un homme « intelligent, qui pense savoir comment mettre fin au mal qui frappe à Hawkins une fois pour toutes ».
Le 9 juin 2021, Amybeth McNulty, Myles Truitt (en), Regina Ting Chen et Grace Van Dien rejoignent la distribution en tant qu'acteurs récurrents. Après avoir vu Amybeth dans la série télévisée Anne with an E, les frères Duffer ont adoré sa performance, disant qu'ils « mouraient d'envie de travailler avec [elle] » et qu'elle serait « [la] parfaite Vickie ». Le rôle de Amybeth, dans le rôle de Vickie, est décrit comme une nerd qui va « attirer l'attention d'un de nos héros bien-aimés ». Son personnage « joue un rôle important dans les événements à venir »,. Quant à Myles, son rôle est Patrick, « une star du basketball d'Hawkins qui a des amis, du talent et une bonne vie...  jusqu'à ce que des événements choquants fassent dérailler sa vie ». Regina interprète Ms. Kelly, une conseillère en orientation. Enfin, Grace joue Chrissy, « la pom-pom girl principale de l'école secondaire d'Hawkins et la fille la plus populaire de l'école ».

### Tournage
Les préparations du tournage commencent en novembre 2019 dans la ville de Vilnius, en Lituanie.
Un mois plus tard, The Sun, ComicBook.com et Meaww affirment que la production de Stranger Things filmera sous le nom « Tareco »,,.

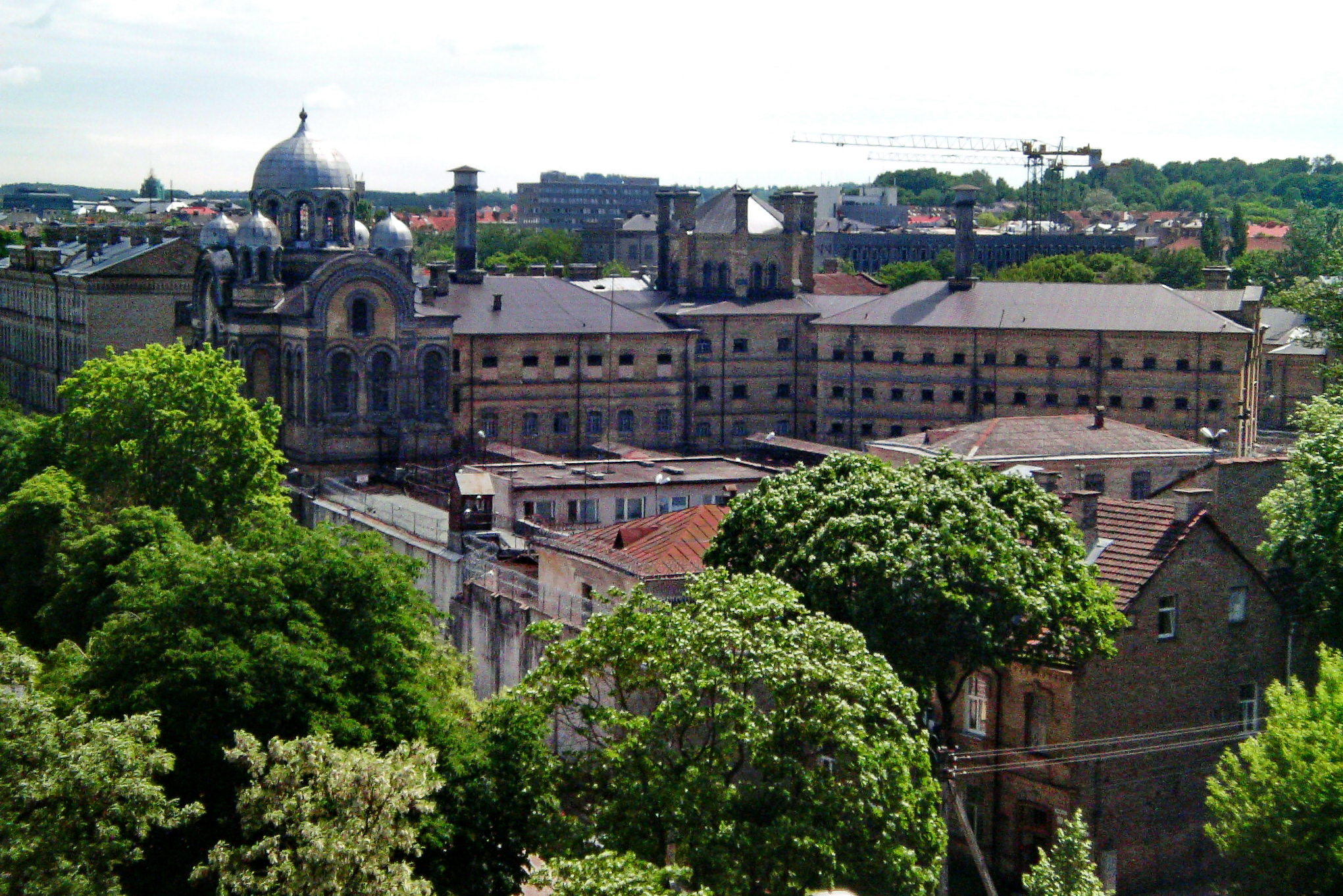
Prison de Lukiškės, un des lieux de tournages de la 4e saison.

En février 2020, Netflix dévoile que la production de la quatrième saison a officiellement commencé à Vilnius, notamment à l'ancienne prison de Lukiškės (en). Outre la prison de Lukiškės, le tournage a aussi lieu près ou dans la ville de Vilnius. Après la Lituanie, le tournage reprend aux États-Unis.
En mars 2020, l'équipe de tournage est présente dans la ville de Rome, en Géorgie. Le 9 mars 2020, il est annoncé qu'une partie du tournage aura lieu aux studios d'Albuquerque (en) au Nouveau-Mexique, que Netflix a acquis en 2018.
Cependant, en raison de la Pandémie de Covid-19, toutes les productions de Netflix, y compris Stranger Things, sont arrêtées le 16 mars 2020, cinq jours après que l’Organisation Mondiale de la santé (OMS) a reconnu le SARS-CoV-2 comme étant une pandémie. Selon Shawn Levy, « Netflix a accepté de payer l'équipe pour deux semaines de 40 heures de travail ».
Après plusieurs retards causés par la Covid-19, le tournage reprend finalement le 28 septembre 2020, en Géorgie. Sur le site Production Weekly, dans la liste du 24 septembre 2020, « Stranger Things 04 (w/t Tareco) » est mentionné. Le 1er octobre 2020, les différents comptes des réseaux sociaux de la série publient deux images qui montrent deux différents décors : une affiche avec un rallye d'encouragement dans un couloir de l'école secondaire d'Hawkins, et un clap devant une horloge de parquet dans le monde à l'envers, une scène dépeinte pour la première fois dans la première bande annonce de la saison 4,. Ce même jour, Nathalie Dyer, Sadie Sink et Gaten Matarazzo sont vus en train de tourner des scènes dans les décors des écoles primaire et secondaire d'Hawkins. Le 20 octobre, Matarazzo, Sink, Joe Keery, Maya Hawke et Levon Thurman-Hawke sont vus en train de tourner des scènes sur le plateau du « Family Video Store / Hawkins Arcade ». En novembre, la production retourne à la ville de Rome, en Géorgie, pour tourner à la Claremont House.

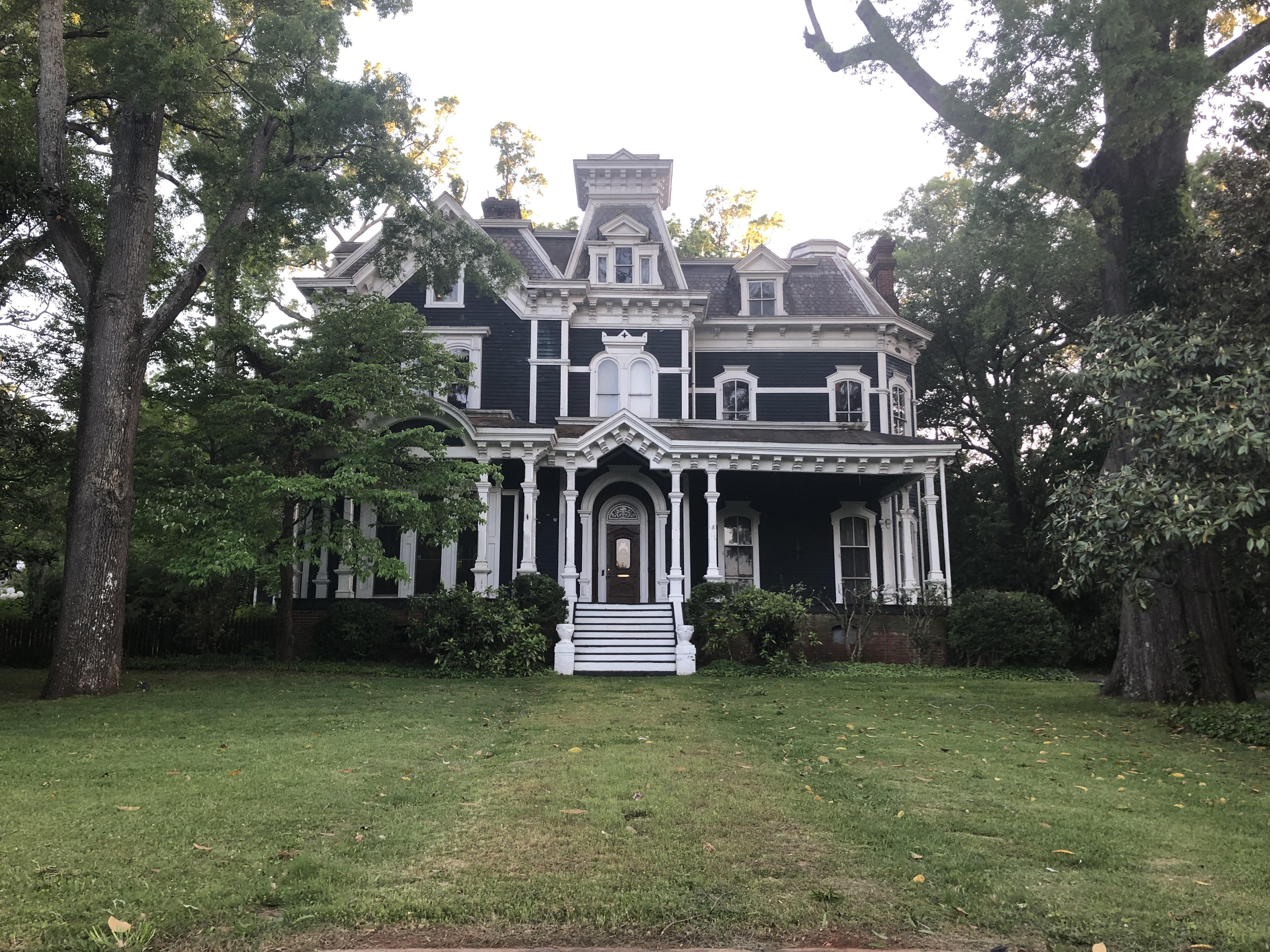
La Claremont House, lieu utilisé pour la quatrième saison.

Le 27 janvier 2021, Jamie Campbell Bower est aperçu en train de tourner une scène à Atlanta, en Géorgie, tandis que Matthew Modine, qui joue le personnage du Dr Brenner, est aperçu sur le plateau du tournage. En mars, une photo d’un lieu de tournage est dévoilée, montrant un parc de maisons mobiles enseveli sous des vrilles du monde à l'envers.
Le 1er juin, lors d'une apparition dans l'émission américaine Jimmy Kimmel Live!, David Harbour affirme que le tournage devrait finir en août. Ce même mois, le 15 juin, plusieurs acteurs — Joe Keery, Natalia Dyer, Sadie Sink, Caleb McLaughlin et Maya Hawke — sont aperçus sur le plateau de tournage d'Atlanta. Joe Kerry est aperçu torse nu, avec des traces de bataille, et Natalia Dyer est vue en train de marcher avec un fusil à pompe.

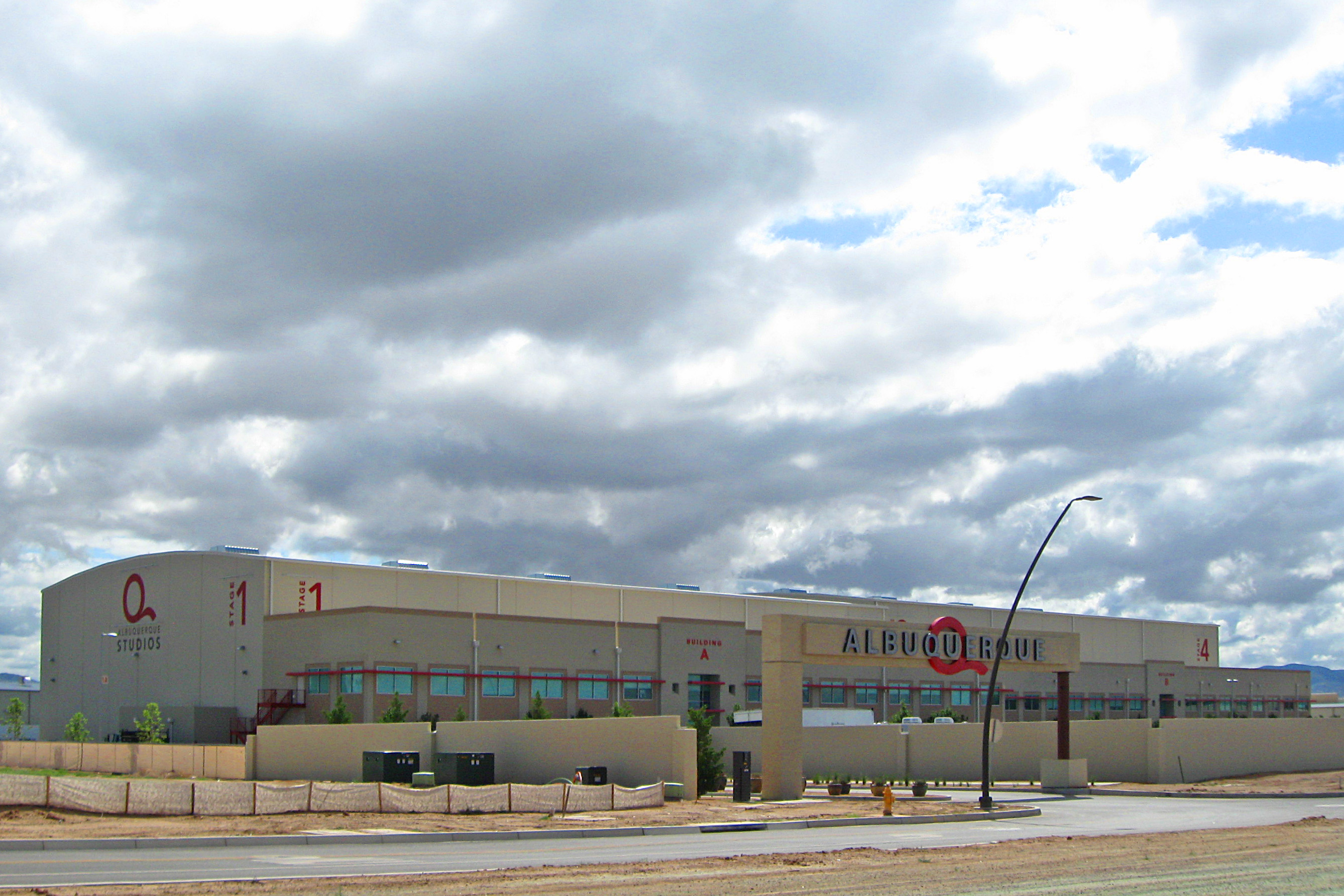
Les studios d'Albuquerque, lieu de production de Stranger Things.

En juillet, l'équipe de production est vue dans la ville de Rome, en Géorgie. Du 26 au 29 juillet à 5 h, la « Claremont House » est utilisée comme lieu de tournage, emplacement déjà utilisé en mars et novembre 2020. Selon Screen Rant et le Daily Mail, cette maison serait le décor de la fin de saison,. D'après le HometownHeadlines de la ville de Rome, le tournage aurait lieu sous le faux nom « M247 Mule », une référence à l'un des antagonistes du film Maximum Overdrive (1986) de Stephen King.
Le 4 août, un incendie se déclare aux studios d'Albuquerque, l'un des lieux de tournage de la quatrième saison de Stranger Things. Aucun blessé n'est à déplorer. Il est ensuite confirmé que l'incendie n'a pas eu lieu dans les studios utilisés par Netflix.
En septembre 2021, Noah Schnapp déclare que le tournage est terminé.

### Effets visuels
Le 8 décembre 2019, il est annoncé dans les médias canadiens que le premier ministre de la province québécoise, François Legault, est à Hollywood pour rencontrer les dirigeants de Netflix,. Il est accompagné de Sébastien Moreau, le président-fondateur de la société montrélaise Rodeo FX, spécialisée en effets visuels. Pour la saison 3 de Stranger Things, cette société a réalisé la majorité des effets visuels des créatures. Le 9 décembre, Rodeo FX est présenté comme principal producteur d'effets visuels de la saison,.

### Sortie
Selon David Harbour, la 4e saison était originellement prévue pour 2021. Cependant, avec la production retardée par le SARS-CoV-2, sa sortie est repoussée à l'été 2022.
En avril 2021, le magazine Entertainment Television note que 635 jours ont passé depuis la troisième saison de Stranger Things. Ainsi, lors de la sortie de la saison, planifiée pour l'été 2022, au moins trois ans se seront écoulés depuis la saison précédente.
Le 6 novembre 2021, lors du Stranger Things Day, la production de Stranger Things réaffirme que la sortie de la quatrième saison se fera durant l'été 2022.
Le 17 février 2022, Netflix annonce que la sortie de la saison 4 sera scindée en deux parties : la première sera mise en ligne le 27 mai 2022, et la seconde, le 1er juillet 2022. Le même jour, Netflix officialise le renouvellement de la série pour une cinquième et dernière saison.
Le 12 avril 2022, une nouvelle bande-annonce est révélée par Netflix, plus longue et révélatrice que les autres.

## Liste des épisodes
1. Chapitre Un : Le Club Hellfire
2. Chapitre Deux : La Malédiction de Vecna
3. Chapitre Trois : Le Monstre et la Super-héroïne
4. Chapitre Quatre : Cher Billy
5. Chapitre Cinq : Projet « Nina »
6. Chapitre Six : Le Plongeon
7. Chapitre Sept : Le Massacre du laboratoire d'Hawkins
8. Chapitre Huit : Papa
9. Chapitre Neuf : L'Infiltration

### Épisode 1:Chapitre Un: Le ClubHellfire
- : 27 mai 2022 sur Netflix

- Le Hellfire Club est, dans l'univers des comics Marvel, une société secrète antagoniste des X-Men[94].
- L'épisode dure 1 h 16 minutes[95]
- Il s'agit du premier épisode de la série dans lequel David Harbour (Hopper) n'apparaît pas. Paul Reiser (Dr. Owens) n'apparaît pas non plus.

### Épisode 2:Chapitre Deux: La Malédiction de Vecna
- : 27 mai 2022 sur Netflix

- L'épisode dure 1 h 15 minutes[95]
- Priah Ferguson (Erica), Matthew Modine (Dr Brenner) et Paul Reiser (Dr Owens) n'apparaissent pas dans cet épisode.
- L'épisode se déroule le 22 mars 1986, ce qui était à l'origine établi comme l'anniversaire de Will ; les frères Duffer ont déclaré que c'était accidentel et ont déplacé son anniversaire au 22 mai[réf. nécessaire].

### Épisode 3:Chapitre Trois: Le Monstre et la Super-héroïne
- : 27 mai 2022 sur Netflix

Le Dr Owens reçoit la visite du lieutenant-colonel de l'armée américaine Jack Sullivan, qui pense qu'Onze est responsable de la mort de Chrissy. En Californie, Onze est arrêtée pour avoir agressé Angela mais est emmenée par Owens, qui explique que Hawkins est en grave danger et qu'il travaille sur un programme pour aider à ramener les pouvoirs d'Onze, elle décide alors de l'accompagner. 
- L'épisode dure 1 h 3 minutes[95]
- Priah Ferguson (Erica Sinclair) et Matthew Modine (Dr Brenner) n'apparaissent pas dans l'épisode.

### Épisode 4:Chapitre Quatre: Cher Billy
- : 27 mai 2022 sur Netflix

- L'épisode dure 1 h 17 minutes[95].
- Millie Bobby Brown (Onze), Matthew Modine (Dr Brenner) et Paul Reiser (Dr Owens) n'apparaissent pas dans cet épisode.

### Épisode 5:Chapitre Cinq: Projet «Nina»
- : 27 mai 2022 sur Netflix

- L'épisode dure 1 h 14 minutes[95]
- Priah Ferguson (Erica Sinclair) n'apparaît pas dans l'épisode.

### Épisode 6:Chapitre Six: Le Plongeon
- : 27 mai 2022 sur Netflix

- L'épisode dure 1 h 13 minutes[95]

### Épisode 7:Chapitre Sept: Le Massacre du laboratoire d'Hawkins
- : 27 mai 2022 sur Netflix

- L'épisode dure 1 h 38 minutes[96].
- Il s'agit du premier épisode de la série dans lequel Finn Wolfhard (Mike) n'apparaît pas. Charlie Heaton (Jonathan) et Noah Schnapp (Will) n'apparaissent pas non plus. À partir de cet épisode tous les membres du casting principal de la série ne sont pas apparus dans l'ensemble des épisodes.

### Épisode 8:Chapitre Huit: Papa
- : 1er juillet 2022 sur Netflix

- L'épisode dure 1 h 25 minutes[96].

### Épisode 9:Chapitre Neuf: L'Infiltration
- : 1er juillet 2022 sur Netflix

En Russie, Dimitri et Murray suspectent Yuri de vouloir saboter l'hélicoptère, leur seul moyen de fuir l’Union soviétique, tandis que Joyce et Hopper se rapprochent et finissent par s'embrasser. Le nouveau couple découvre par la suite que les enfants affrontent une nouvelle menace du Monde à l’envers. Joyce rappelle que les créatures sont connectées à l’esprit de ruche et qu’ils peuvent aider les enfants, depuis la prison.
De retour à Hawkins, le groupe décide de mettre en œuvre son plan d’attaque : Nancy, Steve, Robin, Eddie et Dustin repartent dans le Monde à l’envers, alors qu'Erica, Max et Lucas restent à Hawkins. Max cherche à appâter Vecna pour occuper son esprit et le distraire. Alors qu'Eddie et Dustin éloignent les chauves-souris de la maison, ils dégagent une ouverture pour laisser le champ libre à Steve, Nancy et Robin afin d’attaquer le corps de Vecna.
Cependant, la situation dégénère : Eddie éloigne les chauves-souris de la caravane en tentant de gagner du temps et sauver Dustin, mais un tremblement de terre alerte Vecna de la présence du trio dans la maison des Creels. Ils se font ligoter par des vignes. Dans son esprit, Max finit par se retrouver face à Vecna, prêt à commettre son dernier meurtre.
En Californie, Onze, Mike, Will, Jonathan et Argyle créent un réservoir d’isolement à travers lequel Onze entre dans l'esprit de Max pour sauver son amie et affronter Vecna. Le combat psychique est court et dense, mais Vecna finit par capturer Onze et la piège dans son paysage mental. Vecna révèle à Onze qu’elle a rendu sa transformation possible, depuis qu'elle l'a envoyé dans le Monde à l'envers et qu’il est celui qui a créé le Flagelleur Mental. Vecna commence à tuer Max, ce qui fait flotter son corps physique.
À la croisée des mondes, Mike exprime son amour à Onze, lui donnant la force d'échapper à Vecna et de briser son contrôle sur Max avant qu'il ne puisse porter le coup fatal. Tandis qu’au Kamtchatka, Hopper, Joyce et Murray entrent dans la prison et tuent les Démogorgons, affaiblissant davantage l’esprit de ruche. Max et Eddie succombent à leurs blessures, alors que Nancy, Steve et Robin réussissent à se libérer ; ils mettent le feu à la forme physique de Vecna tandis que Nancy lui tire dessus plusieurs fois.
- L'épisode dure 2 h 19 minutes[97].

## Critiques
Le journal britannique The Guardian, qui commente les sept premiers épisodes, dresse une critique positive de cette saison. Le journaliste estime que cette saison fait gagner la série en ampleur, notamment grâce au budget bien employé dans la reconstitution des années 1980 et aux thèmes plus adultes. The Guardian remarque qu'avec le vieillissement des personnages, la série est moins inspirée par Steven Spielberg que par des films d'horreur comme L'Exorciste ou Les Griffes de la nuit. Du côté des remarques négatives, l'auteur craint que l'intrigue secondaire russe, dans laquelle sont embarqués les personnages de Jim Hopper, Joyce Byers et Murray Bauman, puisse n'aboutir à rien qui n'aurait pu être coupé au montage, et regrette que le personnage d'Erica Sinclair soit peu présent.